# National Memorial Institute for the Prevention of Terrorism
El National Memorial Institute for the Prevention of Terrorism (MIPT) és una organització no governamental fundada després de l'Atemptat d'Oklahoma City del 1995. Rep suport del Departament de Seguretat Nacional i altres subvencions governamentals, gràcies a les quals es dedica a la recerca de les causes del terrorisme i manté la MIPT Base de Dades del Terrorisme — una base de dades on-line de grups terroristes, atemptats i altra informació. El MIPT també treballa juntament amb el RAND, sobre recerca i anàlisi.